# Musaeus (semi-mythologische figuur)

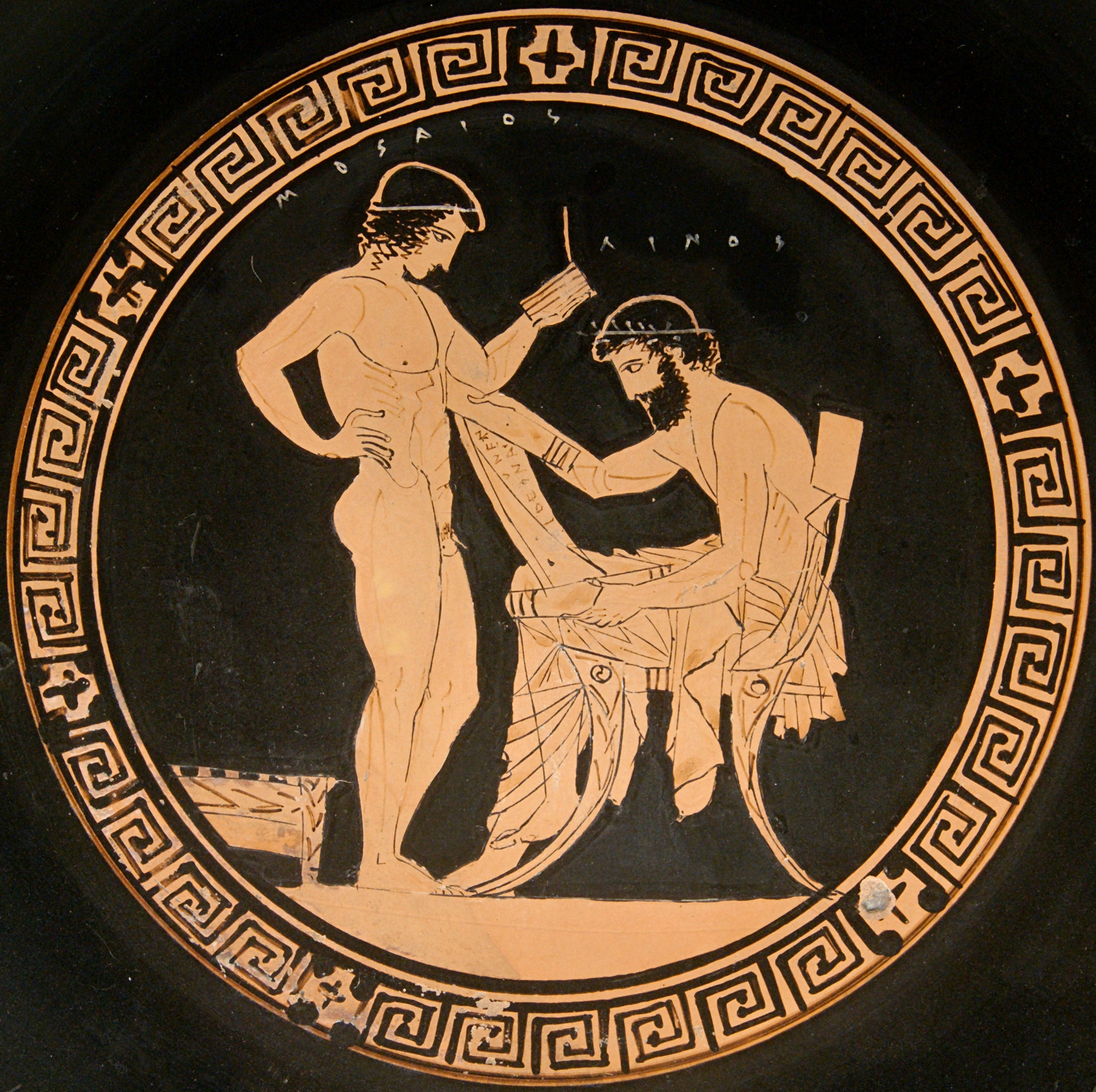
Linos (rechts) leest uit een papyrusrol, terwijl zijn leerling Mousaios (links) schrijftabletten vasthoudt. Roodfigurige attische drinkbeker, het Louvre, Parijs

Musaeus of Mousaios (Oudgrieks: Μουσαῖος) was een semi-mythologische priester, leerling van de zoon van Orpheus, en er wordt van hem gezegd dat hij de grondlegger is van de priesterlijke dichtkunst in Attica. Volgens Pausanias is hij begraven op de Museumheuvel, ten zuidwesten van de Acropolis. Hij schreef een aantal hymnen, prozawerken en orakel-antwoorden. Deze werden samengebracht en gearrangeerd door de geleerde Onomacritus ten tijde van Pisistratus, zoals Herodotus verhaalt. Onomacritus voegde daarin echter teksten van eigen makelij aan toe. Deze falsificaties werden ontdekt door de lyrische dichter Lasus van Hermione.

## Referentie
- W. Smith, art. Musaeus, literary (1), in W. Smith (ed.), A dictionary of Greek and Roman biography and mythology, II, Boston, 1867, pp. 1126-1127.

- Gemeinsame Normdatei: 118747630
- LIBRIS: 288126
- Virtual International Authority File: 59879416
- WorldCat: E39PCjJXXQGDkbxwjjGdB79kpd